# Pedinotus rojasi
Pedinotus rojasi är en stekelart som beskrevs av Marsh 2002. Pedinotus rojasi ingår i släktet Pedinotus och familjen bracksteklar. Inga underarter finns listade i Catalogue of Life.